# Episodi di High School Musical: The Musical - La serie (terza stagione)
La terza stagione della serie televisiva High School Musical: The Musical - La serie è composta da 8 episodi, viene trasmessa sulla piattaforma Disney+ dal 27 luglio 2022 al 14 settembre 2022. In questa stagione tornano alcuni attori famosi all'epoca d'oro di Disney Channel.
| n° | Titolo Originale                 | Titolo Italiano             | Pubblicazione Italiana e USA |
| -- | -------------------------------- | --------------------------- | ---------------------------- |
| 1  | Happy Campers                    | Campeggiatori felici        | 27 luglio 2022               |
| 2  | Into the Unknown                 | Nell'ignoto                 | 3 agosto 2022                |
| 3  | The Woman in the Woods           | La donna nel bosco          | 10 agosto 2022               |
| 4  | No Drama                         | Senza drammi                | 17 agosto 2022               |
| 5  | The Real Campers of Shallow Lake | Segreti e rivelazioni       | 24 agosto 2022               |
| 6  | Color War                        | La guerra dei colori        | 31 agosto 2022               |
| 7  | Camp Prom                        | Ballo di fine anno al Campo | 7 settembre 2022             |
| 8  | Let It Go                        | Arrivederci Shallow Lake    | 14 settembre 2022            |